# جاك بريان (لاعب كريكت)
جاك بريان (26 مايو 1896 في المملكة المتحدة - 23 أبريل 1985 في المملكة المتحدة) (بالإنجليزية: Jack Bryan)‏ هو لاعب كريكت بريطاني وبريطاني (وحمل سابقاً جنسية المملكة المتحدة لبريطانيا العظمى وأيرلندا). لعب مع Kent County Cricket Club ‏ ونادي جامعة كامبريدج للكريكيت ‏.

## وصلات خارجية
- جاك بريان على موقع إي آس بي آن كريك إنفو (الإنجليزية)